# Ginaf

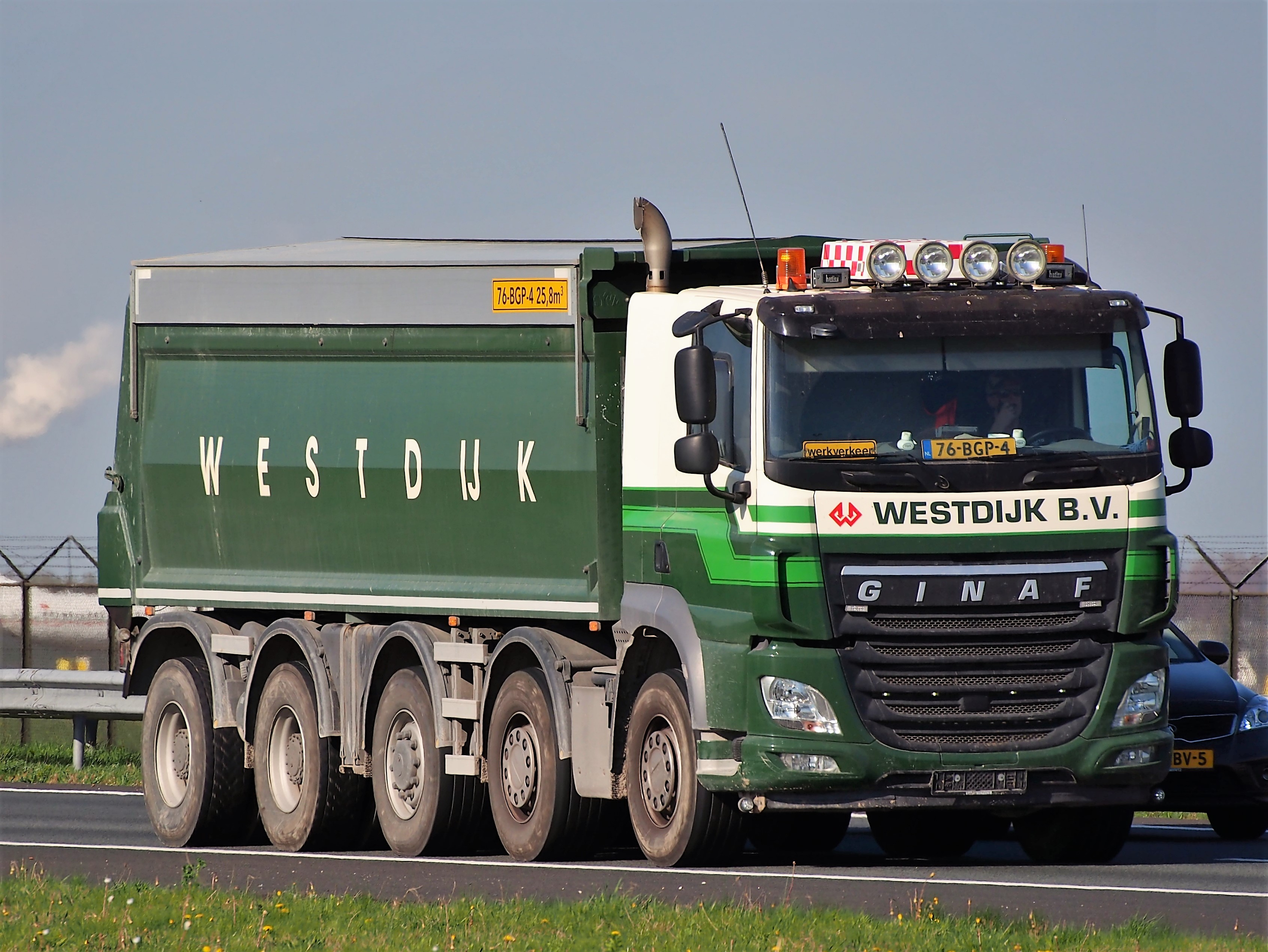
Ginaf X5250 TS

GINAF (Akronym für van Ginkels Automobiel Fabriek) ist ein niederländischer Lkw-Hersteller. Das Unternehmen produziert überwiegend schwere allradangetriebene LKW mit einer Antriebsart bis 10×8.

## Geschichte
Im Jahr 1933 gründete Evert van Ginkel in Ederveen ein Autohaus und begann nach dem Zweiten Weltkrieg mit dem Bau von Kippern und dem Umbau von Ford-A-Modellen zu Ackerschleppern. Am 1. November 1948 gründeten seine Söhne Adrie und Wulfert van Ginkel eine Offene Handelsgesellschaft und führten mit dieser das Autogeschäft ihres Vaters weiter. In den 1950er Jahren handelten sie vorwiegend mit ausgemusterten Militär-Lkw der Reo Motor Car Company. Anfangs wurden diese in der Original-Konfiguration angeboten. Später erhielten sie, wie auch die DAF-Lkw, Dieselmotoren des britischen Herstellers Leyland. Ab 1959 trat der dritte Sohn von Evert van Ginkel, Evert-Jan van Ginkel, ins Unternehmen ein. Im selben Jahr kaufte Ginkel eine größere Menge ausgemusterter Reo-Kipper des US-Militärs. Aus diesen Fahrzeugen bzw. ihren Teilen wurden eigene Fahrzeuge entwickelt und gebaut, wobei der Käufer die Motorenmarke selbst wählen konnte. Überwiegend wurde zu dieser Zeit auf Motoren von DAF zurückgegriffen. 1967 wurde das Unternehmen als Lkw-Konstrukteur und Hersteller mit dem Namen GINAF registriert und produzierte jährlich etwa 150 Fahrzeuge. Die Fahrzeuge wurden ab diesem Zeitpunkt unter dem Namen GINAF vertrieben. Seit den 1970er Jahren gibt es eine enge Zusammenarbeit mit DAF, von denen beispielsweise Fahrerhäuser verwendet werden und für die GINAF Umbauarbeiten an DAF-Lkw vornimmt. 1982 wurde mit DAF vereinbart, dass sie den Vertrieb und den Service für GINAF übernehmen. 2006 erweiterte GINAF seine Modellpalette um Großmuldenkipper mit bis zu 5 Achsen und 50 Tonnen Gesamtgewicht, zugelassen für den niederländischen Straßenverkehr, bzw. mit bis zu 95 Tonnen für Tagebaue. Nach Insolvenz wurde GINAF 2011 vom staatlichen chinesischen Mischkonzern China Hi-Tech Group Corporation (CHTC) übernommen. 2013 wurde die Produktpalette um 100 % elektrisch betriebene LKW mit bis zu 24 Tonnen Gesamtgewicht erweitert. Im Jahr 2020 wurde GINAF durch einen Management-Buy-out aus der China Hi-Tech Group Corporation herausgelöst und tritt seitdem wieder als eigenständiges Unternehmen auf.

## Rallyefahrzeuge
GINAF-Lkw werden seit 1987 von Privatfahrern wie beispielsweise Jan de Rooy oder Gerard de Rooy und Privatteams wie dem Ginaf-Rally-Power-Team auf der Rallye Dakar, dem Africa Eco Race oder der Baja Deutschland eingesetzt. Bis 1988 stellte GINAF die Rallye-Lkw noch als FAV 3600 4×4 für DAF her. 1994 erreichte ein FAV 3600 4×4 den 4. Platz in der Lkw-Klasse der Rallye Dakar. Zur Master Rally Paris–Moskau–Peking 1996, einem Vorläufer der Silk Way Rally, belegte ein FAV 3600 4×4 den 5. Platz. GINAF-Lkw sind regelmäßig zur Rallye Dakar vertreten und befinden sich seit den 2000er Jahren unter den Top 10 in ihrer Klasse.

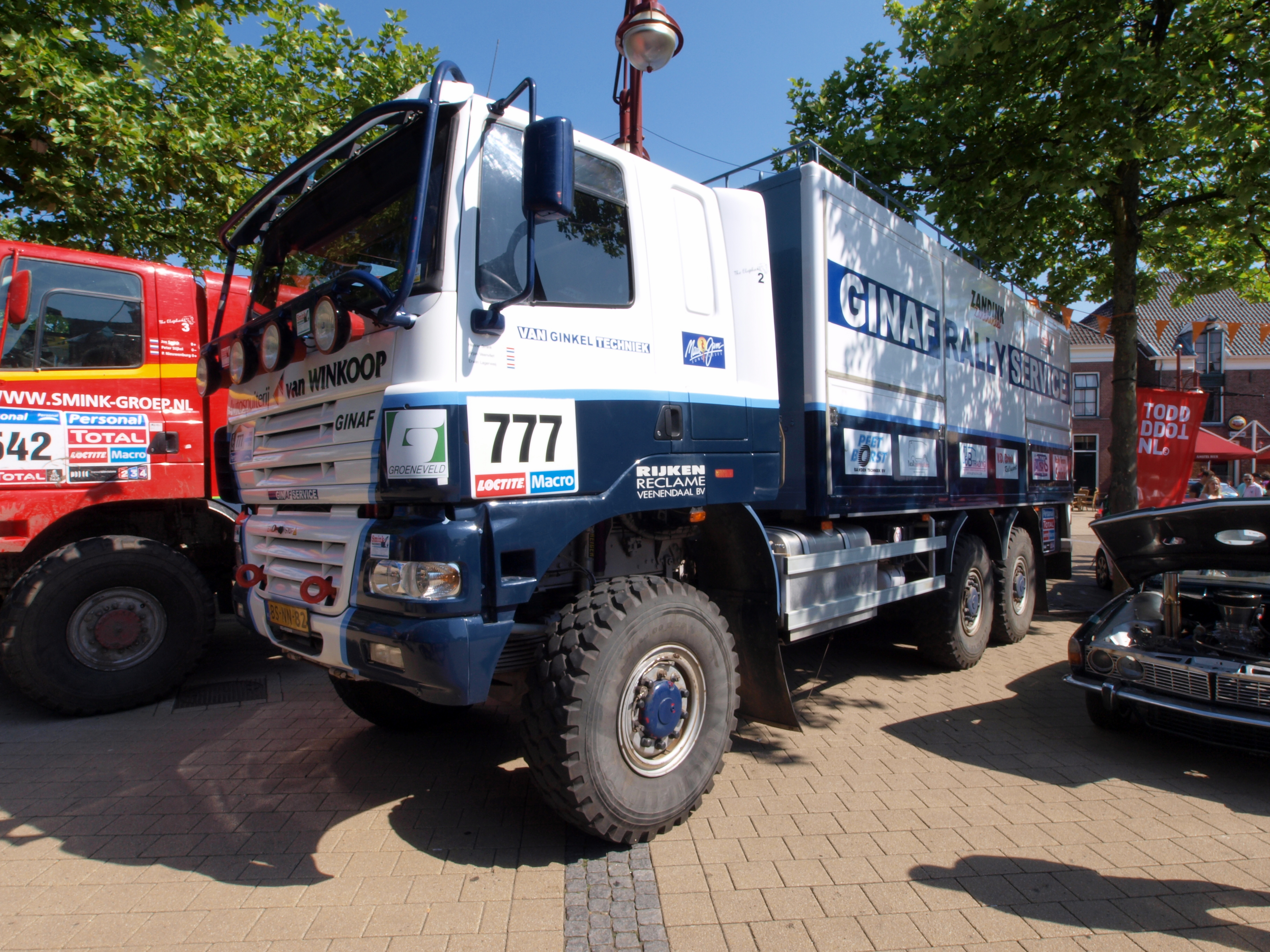
GINAF-X3331-6×6-Servicefahrzeug
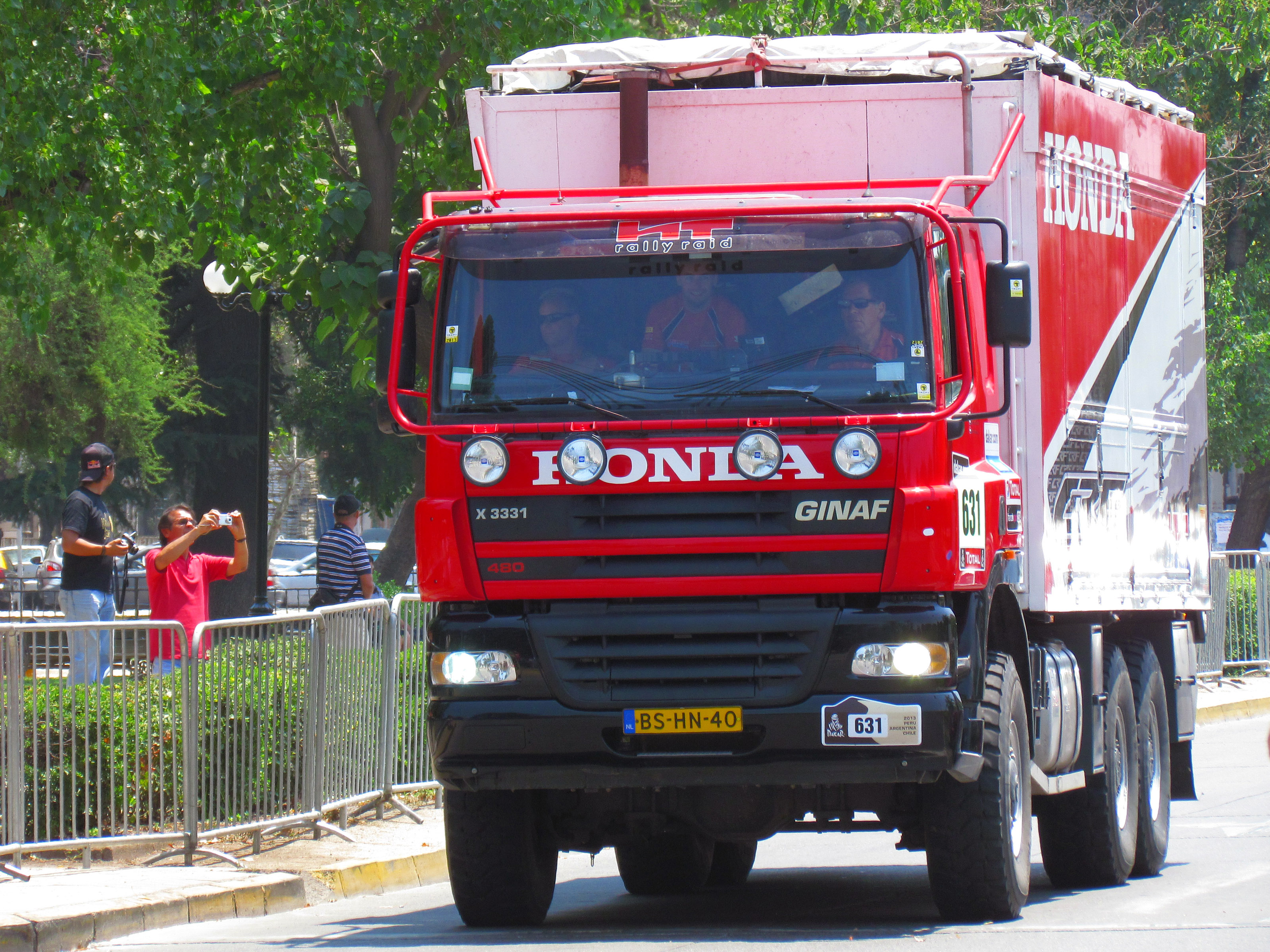
GINAF-X3331-6×6-Servicefahrzeug von Honda bei der Rallye Dakar 2013 in Chile
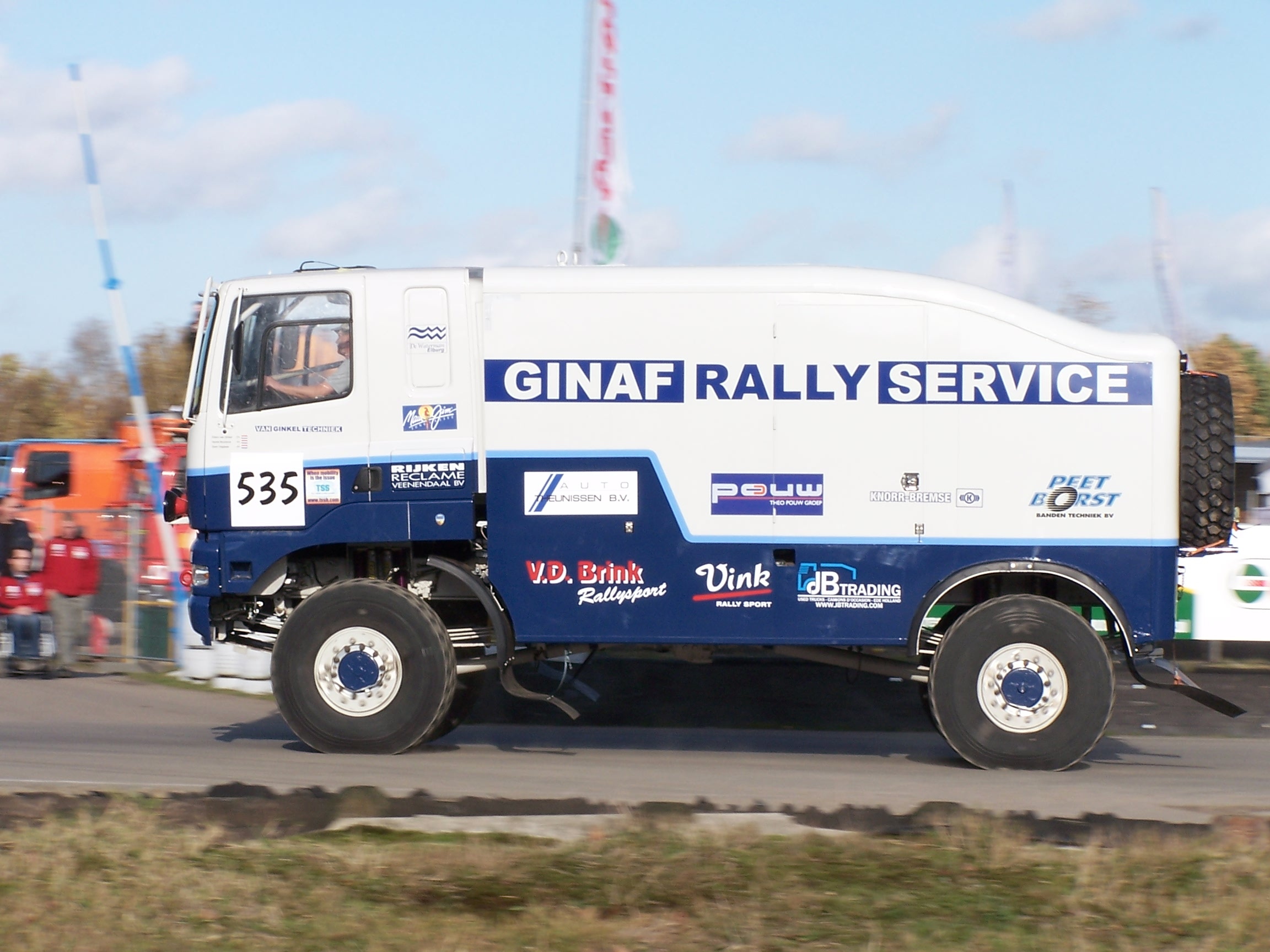
Ginaf X2223
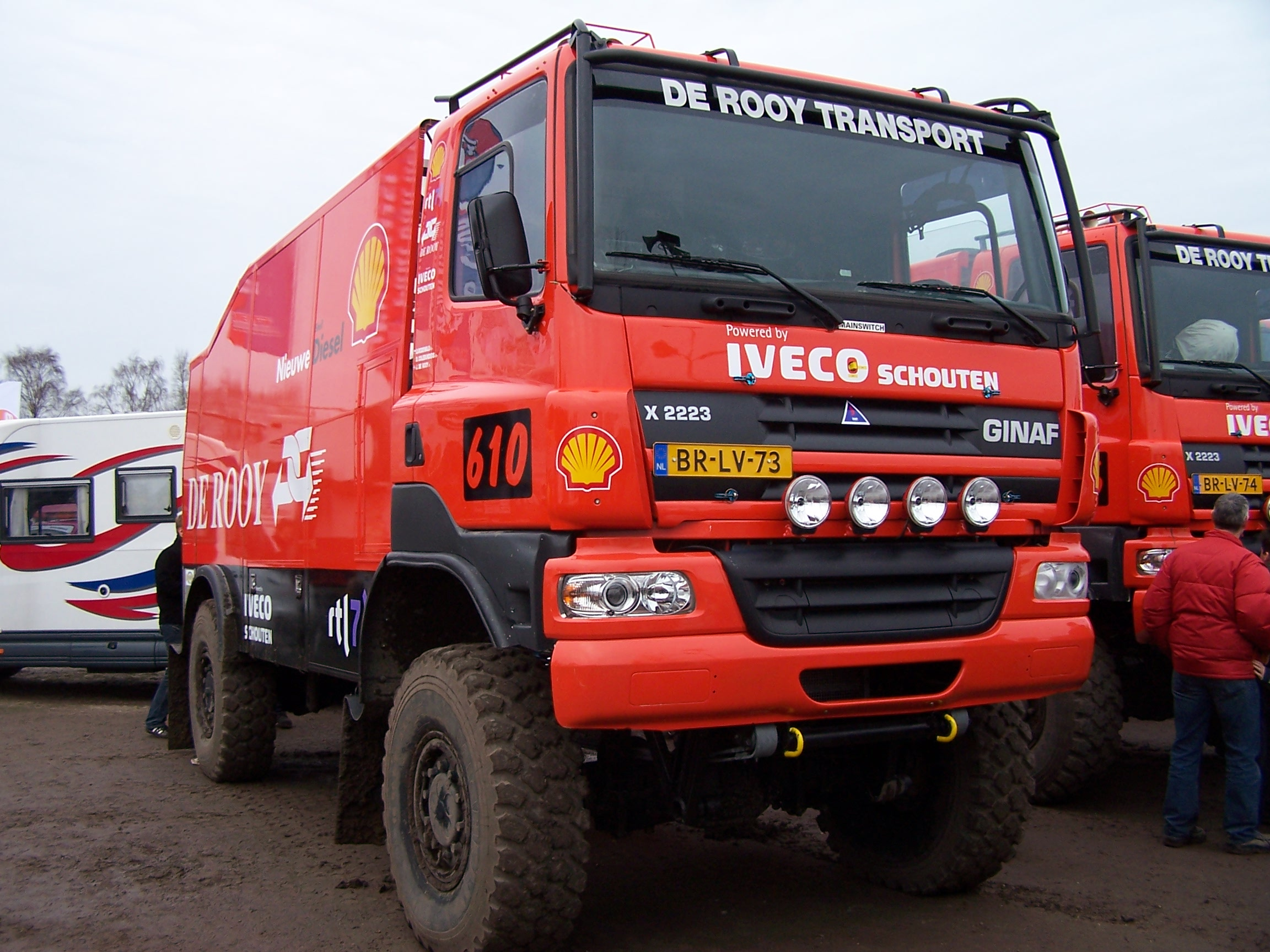
Ginaf X2223 mit Schouten-Iveco-Motor von Gerard de Rooy
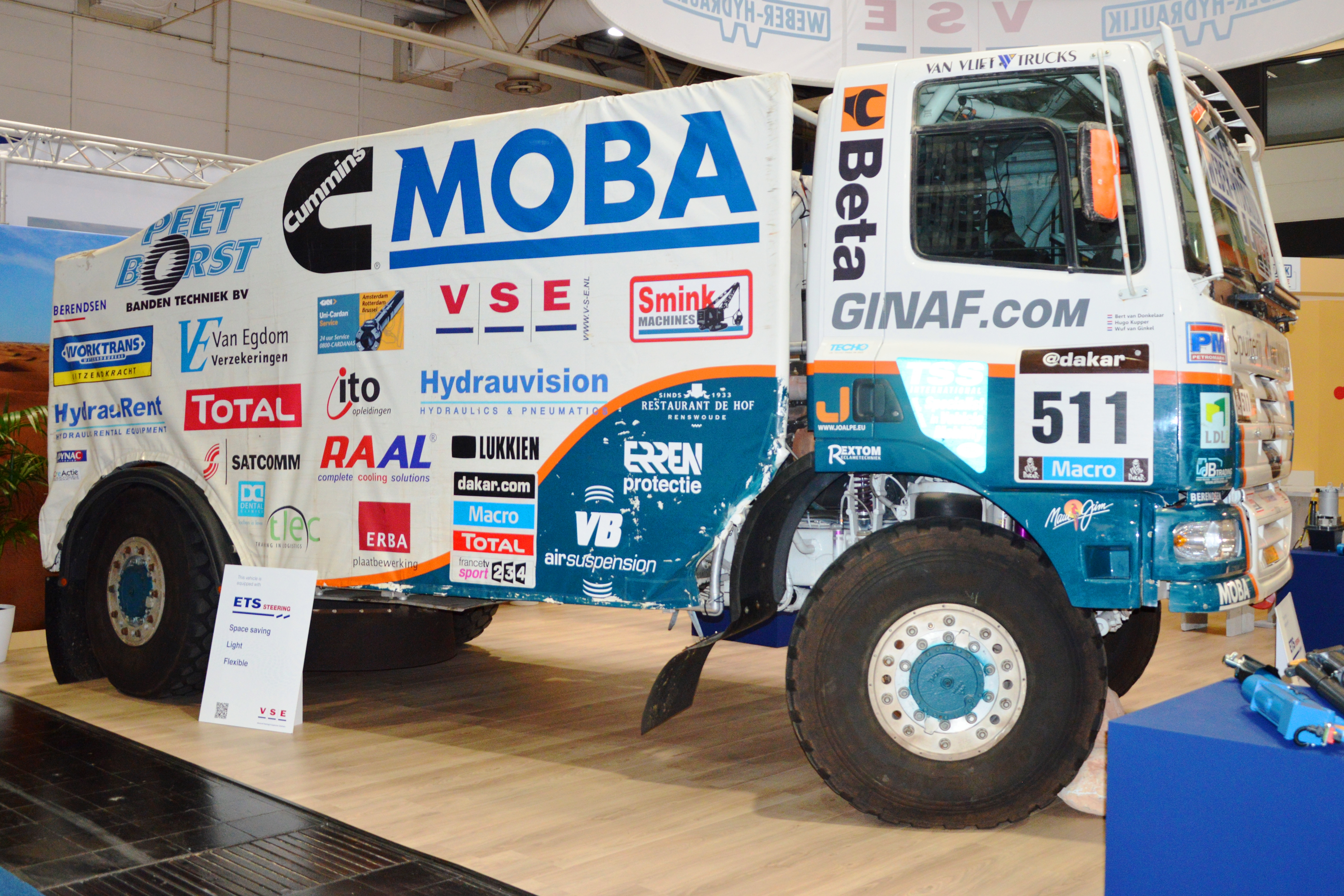
GINAF X2222 (Rallye Dakar 2014)
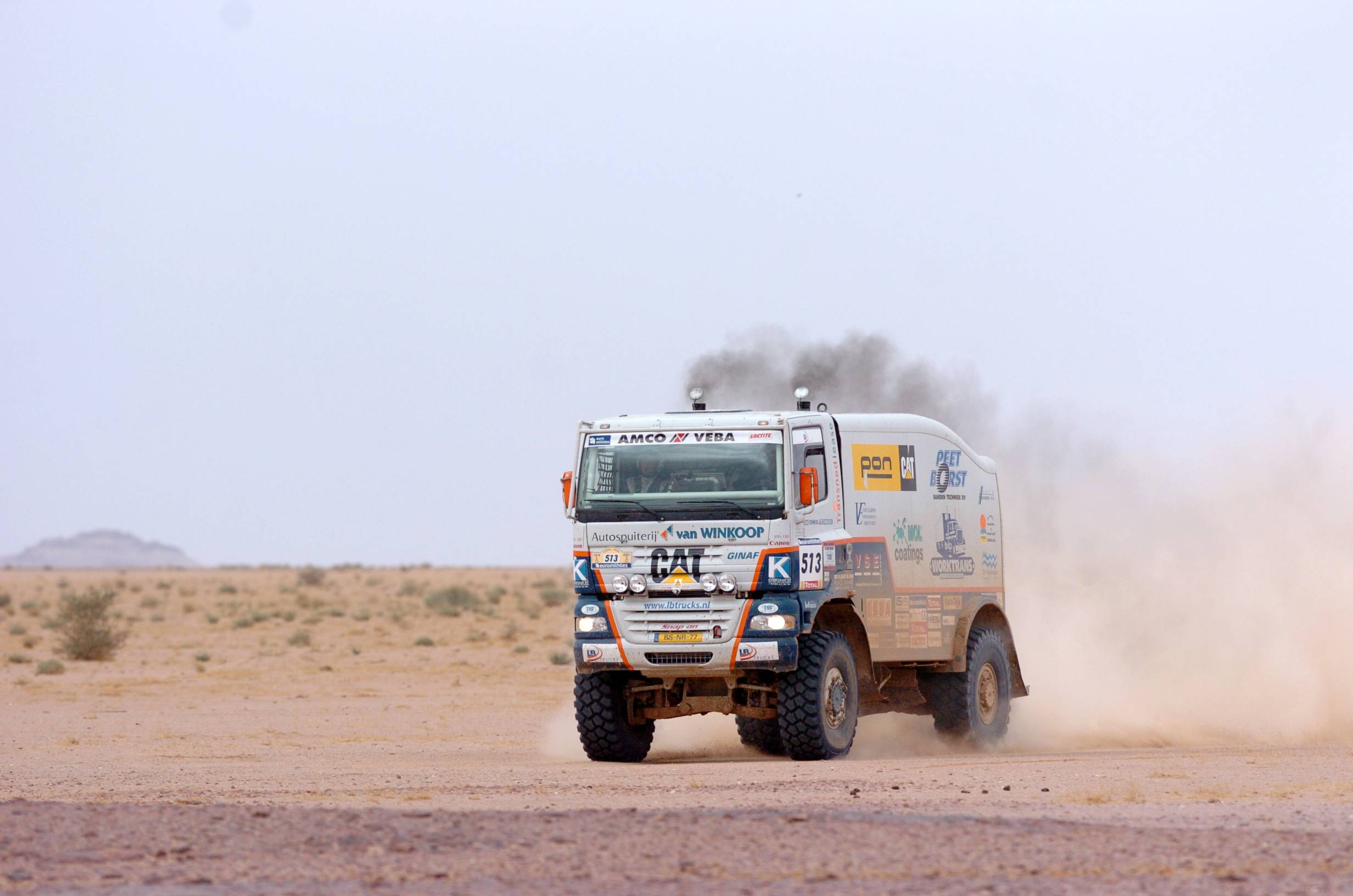
GINAF X2222 mit 735 KW Caterpillar C18 Motor des Ginaf-Rally-Power-Teams bei der Rallye Dakar 2007
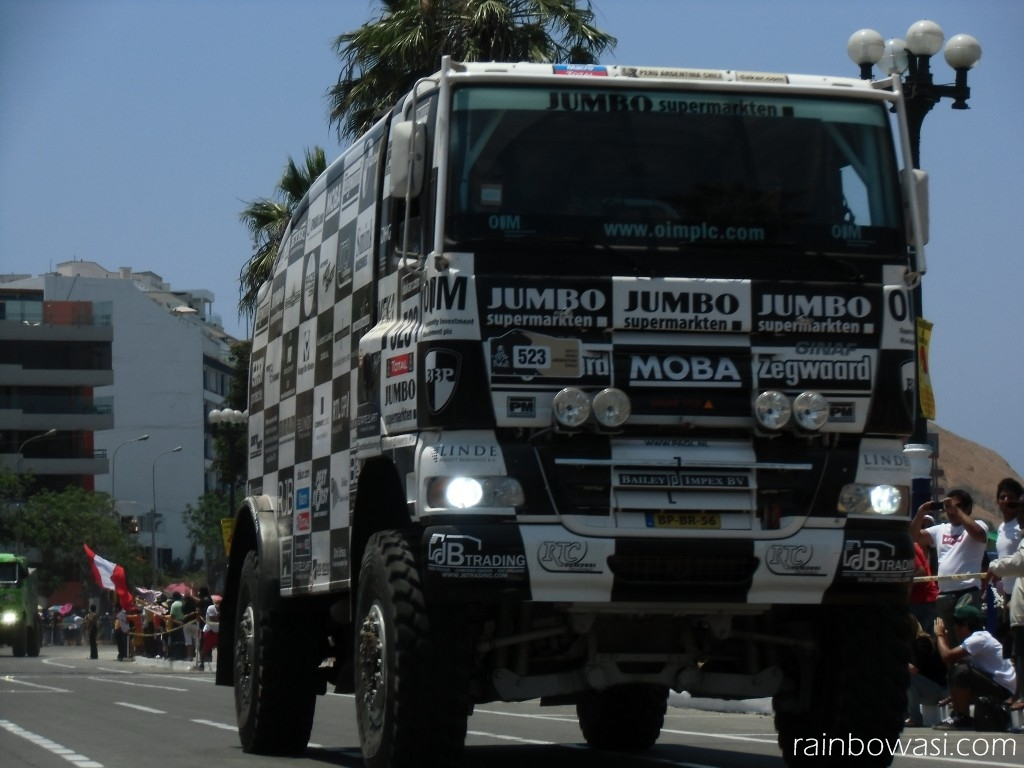
GINAF X2222 bei der Rallye Dakar 2013